# Prix Oswald-Veblen
Le prix Oswald-Veblen en géométrie est une récompense décernée par l’American Mathematical Society pour des recherches notables en géométrie ou en topologie. Il a été créé en 1961 en mémoire du mathématicien Oswald Veblen. Le prix Veblen est assorti d'une prime de 5 000 $ et il est remis tous les trois ans depuis 2004.
Les sept premiers lauréats ont été récompensés pour des travaux en topologie. Ainsi, James Simons et William Thurston, lauréats en 1976, ont été les premiers à recevoir le prix en géométrie.

## Liste des lauréats
- 1964 Raoul Bott[2] et Christos Papakyriakopoulos[2]
- 1966 Morton Brown et Barry Mazur[2]
- 1966 Stephen Smale[2]
- 1971 Robion Kirby[2]
- 1971 Dennis Sullivan[2]
- 1976 James Simons[2]
- 1976 William Thurston[2]
- 1981 Mikhaïl Gromov[2]
- 1981 Shing-Tung Yau[2]
- 1986 Michael Freedman[2]
- 1991 Andrew Casson et Clifford Taubes[2]
- 1996 Richard S. Hamilton et Gang Tian[3]
- 2001 Jeff Cheeger, Yakov Eliashberg et Michael J. Hopkins[4]
- 2004 David Gabai[5]
- 2007 Peter Kronheimer et Tomasz Mrowka ; Peter Ozsváth et Zoltán Szabó[6]
- 2010 Tobias Colding et William Minicozzi II; Paul Seidel[7]
- 2013 Ian Agol et Daniel Wise[8]
- 2016 Fernando Codá Marques et André Neves[9],[10]
- 2019 Xiuxiong Chen, Simon Donaldson et Song Sun[11]
- 2022 Michael A. Hill, Michael J. Hopkins et Douglas Ravenel[12]